# Balearische Zee
De Balearische Zee of Iberische Zee is het gedeelte van de Middellandse Zee dat de Balearen scheidt van het Iberisch Schiereiland. De randzee ligt ten noordwesten van de Balearen en ten zuidoosten van Catalonië en Valencia. Ten oosten van de zee ligt de Zee van Sardinië, naar het noordoosten de Golfe du Lion.
De belangrijkste eilanden in de zee zijn Ibiza, Mallorca en Menorca. Bij Ibiza ligt ook een kleiner eiland, Formentera. De rivier de Ebro mondt uit in de Balearische Zee.

## Omvang
De Internationale Hydrografische Organisatie definieert de grenzen van de Balearische Zee als volgt:
Tussen de Balearen en de kust van Spanje, begrensd:
In het zuidwesten: Een lijn van Kaap San Antonio in Spanje (38°50'N, 0°12'O) naar Kaap Berberia, het zuidwestelijkste punt van Formentera (Balearen).
In het zuidoosten: Vanaf de zuidkust van Formentera, vanaf het meest oostelijk gelegen punt van Punta Rotja een lijn naar het zuidelijkste punt van Cabrera (39°07'N, 2°54'O) en naar Aire, het zuidelijke uiteinde van Menorca.
In het noordoosten: Van de oostkust van Menorca tot Kaap Favaritx (40°00'N, 4°14'O) een lijn naar Kaap San Sebastian (Spanje) (41°54'N, 3°10'O).